# Gewone zeeoor
De gewone zeeoor (Haliotis tuberculata) is een in zee levende slak die behoort tot de familie van de zeeoren (Haliotidae). Deze soort komt voor langs de Afrikaanse en Europese Atlantische kust van Senegal tot het schiereiland Cotentin van Normandië.

## Kenmerken
De schelp van de gewone zeeoor is 8 tot 9 centimeter lang en zo'n 6 tot 7 centimeter breed. De buitenzijde is ruw en heeft een donkergrijze tot donkerbruine kleur. De binnenzijde is glad en heeft een parelmoerglans. De parelmoerlaag van deze soort is betrekkelijk dik. Door enkele gaatjes in de schelp kan het dier zijn tentakels naar buiten steken. De slak is een herbivoor die zich voedt met wieren.

## Trivia
In Frankrijk en de op de Kanaaleilanden is deze soort een traditionele lekkernij. Commerciële visserij op de soort vindt plaats in Normandië, Bretagne en Galicië (Spanje). De in Spanje gevangen dieren worden voornamelijk naar Azië geëxporteerd.